# Wu Guanzheng
Wu Guanzheng (chinesisch 吳官正 / 吴官正, Pinyin Wú Guānzhèng; * 1938) ist ein chinesischer Politiker. Von 2002 bis 2007 war er Mitglied des Ständigen Ausschusses des Politbüros der Kommunistischen Partei Chinas sowie Sekretär der Zentralen Kommission für Disziplin-Inspektion der KPCh.
Wu Guanzheng erwarb sich als Bürgermeister von Wuhan einen Ruf als Wirtschaftsreformer. Während seiner Tätigkeit als Parteisekretär der Provinz Shandong gewann er angeblich durch sein hartes Vorgehen gegen die Falun-Gong-Bewegung das Vertrauen Jiang Zemins. Auf Grund seiner gemeinsamen Studienzeit mit Hu Jintao an der Tsinghua-Universität wird er auch als Vertrauter Hu Jintaos gesehen.

## Werdegang
1938 geboren im Kreis Yugan in der Provinz Jiangxi, trat Guanzheng 1962 in die Kommunistische Partei Chinas ein. 1965 schloss er sein Studium an der Pekinger Tsinghua-Universität in der Fachrichtung Wärmebehandelnde Messung und Automatische Steuerung als Ingenieur ab. Ab 1968 arbeitete Guanzheng in einem Chemiewerk in Wuhan, Provinz Hubei. Ab 1975 war Guanzheng stellvertretender Direktor der Wissenschafts- und Technologiekommission der Stadt Wuhan. 1982 wurde er als Mitglied des Stadtparteikomitees gewählt und 1983 wurde er Parteisekretär und Bürgermeister von Wuhan. Ab 1986 war er stellvertretender  Parteisekretär, Vizegouverneur und Gouverneur von Jiangxi. Im April 1995 wurde er Parteisekretär von Jiangxi. Von 1997 bis 2002 hatte er den Posten des Sekretärs des Parteikomitees von Shandong inne.
| Personendaten    | Personendaten                                                       |
| ---------------- | ------------------------------------------------------------------- |
| NAME             | Wu, Guanzheng                                                       |
| ALTERNATIVNAMEN  | 吳官正 (chinesisch, traditionell); 吴官正 (chinesisch, vereinfacht) |
| KURZBESCHREIBUNG | chinesischer Spitzenpolitiker                                       |
| GEBURTSDATUM     | 1938                                                                |